# Åke Lundeberg
Åke Lundeberg (Gävle, 14 december 1888 - aldaar, 29 mei 1939) was een Zweeds schutter.

## Carrière
Lundeberg won tijdens de Olympische Spelen van 1912 in eigen land twee gouden medailles en één zilveren medaille.

### Olympische Zomerspelen
| Jaar | Plaats    | Resultaten                                                                                                  |
| ---- | --------- | --- |
| 1912 | Stockholm | Lopend hert, enkelschot · Lopend hert, enkelschot team · Lopend hert, dubbelschot · 20e Trap · 4e Trap team |